# Борис Трайков
Борис Кръстев Трайков е български интербригадист.

## Биография
Роден е на 5 януари 1913 или 1911 година в град Ресен или в ресенското село Круше, тогава окупирано от сръбски части по време на Балканската война, в семейството на българския революционер и лидер на ВМОРО в Ресенско Кръстьо Трайков. Става чиновник. След избухването на Испанската гражданска война пристига в Испания от Югославия на 26 (24) юни 1937 година като интербригадист. Служи в ТАРТ – Славянска група.
При анексията на Вардарска Македония от България заедно с баща си се включва в организирането на българското управление в освободеното Ресенско. След изтеглянето на българските войски, е убит в края на 1944 година от новите комунистически власти на остров Голем град в Преспанското езеро, като българин.